# Mango-slægten
Mango-slægten (Mangifera) er en slægt af træer og buske i Sumak-familien, Anacardiaceae. Der er 65-70 arter i familien, hvor den mest kendte er Almindelig mango, Mangifera indica. De fleste af arterne forekommer i subtropisk og tropisk Indien og Sydøstasien. De fleste arter er mellemstore til store træer, op til ca. 40m høje. Flere end 25 af arterne har spiselige frugter, og de er almindelig dyrkede i hele subtropisk og tropisk Asien.
| Portal | Portal:Botanik |

| Botanik | Spire Denne botanikartikel er en spire som bør udbygges. Du er velkommen til at hjælpe Wikipedia ved at udvide den. |